# أوليفر باركر
أوليفر باركر (بالإنجليزية: Oliver Parker)‏ هو منتج أفلام ومنتج وكاتب وكاتب سيناريو ومخرج وممثل بريطاني، ولد في 6 سبتمبر 1960 بلندن في المملكة المتحدة. بدأ مشواره المهني سنة 1972.

## أعمال

### أفلام
- (1987) باعث الجحيم[4]
- (1989)  باعث الجحيم II
- (2011) جوني إنجلش ريبورن[5]

## وصلات خارجية
- أوليفر باركر على موقع IMDb (الإنجليزية)
- أوليفر باركر على موقع ألو سيني (الفرنسية)
- أوليفر باركر على موقع تيرنر كلاسيك موفيز (الإنجليزية)
- أوليفر باركر على موقع أول موفي (الإنجليزية)
- أوليفر باركر على موقع بوكس أوفيس موجو (الإنجليزية)
- أوليفر باركر على موقع قاعدة بيانات الأفلام السويدية (السويدية)
- أوليفر باركر على موقع قاعدة بيانات الفيلم (الإنجليزية)
- أوليفر باركر على موقع كينوبويسك (الروسية)